# ماريو ديل موناكو
ماريو ديل موناكو (بالإيطالية: Mario Del Monaco )‏ (و. 1915 – 1982 م) هو مغني أوبرا، ومغني إيطالي، ولد في فلورنسا، توفي عن عمر يناهز 67 عاماً، بسبب نوبة قلبية.

## جوائز
حصل على جوائز منها:
- وسام لينين.

## وصلات خارجية
- ماريو ديل موناكو على موقع IMDb (الإنجليزية)
- ماريو ديل موناكو على موقع مونزينجر (الألمانية)
- ماريو ديل موناكو على موقع ميوزك برينز (الإنجليزية)
- ماريو ديل موناكو على موقع أول ميوزيك (الإنجليزية)
- ماريو ديل موناكو على موقع ديسكوغز (الإنجليزية)
- ماريو ديل موناكو على موقع قاعدة بيانات الفيلم (الإنجليزية)
- ماريو ديل موناكو في قاعدة بيانات الأفلام على الإنترنت